# Xuzhuang (sockenhuvudort i Kina, Jiangsu Sheng, lat 32,36, long 119,91)
Xuzhuang (kinesiska: 许庄, 许庄街道) är en sockenhuvudort i Kina. Den ligger i provinsen Jiangsu, i den östra delen av landet, omkring 110 kilometer öster om provinshuvudstaden Nanjing. Antalet invånare är 35 662. Befolkningen består av 18 182 kvinnor och 17 480 män. Barn under 15 år utgör 11,0 %, vuxna 15-64 år 72 %, och äldre över 65 år 15,0 %.
Runt Xuzhuang är det tätbefolkat, med 849 invånare per kvadratkilometer. Närmaste större samhälle är Taizhou, 14,9 km norr om Xuzhuang. Trakten runt Xuzhuang består till största delen av jordbruksmark.
Genomsnittlig årsnederbörd är 1 302 millimeter. Den regnigaste månaden är juli, med i genomsnitt 255 mm nederbörd, och den torraste är januari, med 30 mm nederbörd.